# Teri Kang
Der Teri Kang ist ein Gipfel im östlichen Himalaya im Norden von Bhutan. 
Der 7124 m hohe vergletscherte Gipfel liegt im Jigme-Dorji-Nationalpark. Der Tongshanjiabu liegt 2,23 km nordöstlich. Aufgrund der geringen Schartenhöhe von 464 m gilt der Teri Kang nicht als eigenständiger Berg. die Nord- und Südflanken des Berges werden über den West Pho Chhu entwässert.
Gemäß dem Himalayan Index ist der Teri Kang noch unbestiegen.